# Glanduin
Glanduin es un río ficticio de la literatura de Tolkien.
“Río Fronterizo”, nombre Sindarin compuesto por, Glan: frontera, borde, raíz (G)LAN y duin: “río”, raíz DUI. Se trata de “(...)un nombre otorgado en una época tan antigua como la Segunda Edad, cuando era la frontera sur de Eregion, más allá de la cual habitaban las poco amistosas gentes de las Tierras Brunas...” 
Nace en las montañas Nubladas al sur de las puertas de Moria y vuelca sus aguas al Agua Gris. Marca la frontera sur de la región de Acebeda, ubicada en las Tierras Pardas Septentrionales. En su curso superior “(...)las aguas bajaban con rapidez...”, por muchas cascadas en las escarpadas tierras de Eregion, y más hacia el oeste, en su curso inferior, “(...)se perdía en las planicies y desaparecía en los marjales...”, cruzando una tierra de marismas conocidas como Nin-In-Eilph; transformándose en “(...)un río ancho de aguas tranquilas que corría a través de una red de zonas pantanosas y estanques, lugar frecuentado por multitud de cisnes y de otros pájaros acuáticos…” 
La ciudad élfica de Ost-in-Edhil, se hallaba en una de sus riberas. Se lo conoce por el Río de los Cisnes, aunque el mismo Tolkien aclara que en la región de los bajíos, recibe el nombre de Nîn-in-Eilph; porque en su desembocadura, habitan muchos cisnes de todas las especies.